# Hans Hermann Schaufuß
Hans Hermann Schaufuß, född 13 juli 1893 i Leipzig i dåvarande Kejsardömet Tyskland, död 30 januari 1982 i München, var en tysk  skådespelare. Han scendebuterade 1910 och filmdebuterade 1922 i en filmversion av Don Juan. Schaufuß kom sedan att medverka som främst birollsaktör i långt över 100 tyska filmer, samtidigt som han fortsatte karriären inom teater. Han arbetade in på 1970-talet men gjorde vid det laget nästan bara roller i TV-produktioner.

## Filmografi, urval
- 1924 – Storhertigens finanser
- 1932 – Pensionatets lockfågel
- 1933 – Jag och kejsarinnan
- 1935 – Skänk mig ditt hjärta
- 1937 – Säg ja till livet
- 1939 – Gäckande hatten
- 1941 – Jenny Lind i Köpenhamn
- 1941 – Ohm Krüger
- 1942 – Den gyllene staden
- 1942 – Den store segraren
- 1942 – Rembrandt - målaren och hans modeller
- 1945 – Brinnande hjärtan
- 1949 – Tro
- 1952 – I livets väntrum
- 1954 – Regina Amstetten